# Nazionale di bob della Slovacchia
La nazionale di bob della Slovacchia è la selezione che rappresenta la Slovacchia nelle competizioni internazionali di bob.
La squadra ha partecipato a cinque edizioni dei Giochi olimpici invernali.

## Storia

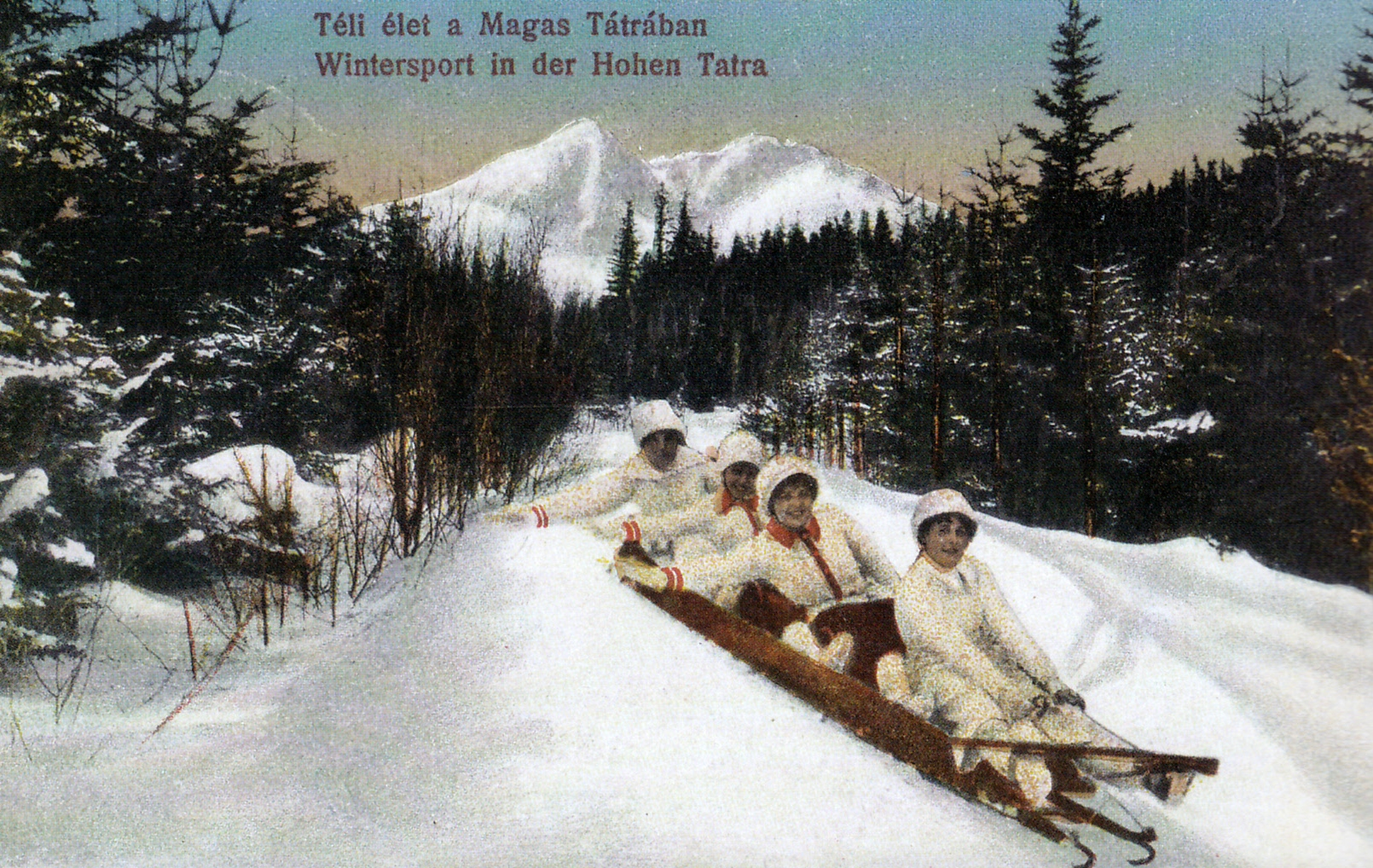
Un gruppo di donne a bordo di un bob sulla pista di Tatranská Lomnica all'inizio del XX secolo.

La pratica del bob nel Regno di Boemia risale all'inizio del XX secolo, in particolar modo sui monti Sudeti, nelle località di Aš, Mariánské Lázně, Dubí nei Monti Metalliferi, Jablonec nad Nisou. Anche a Tatranská Lomnica in Slovacchia, dove già nel 1896 venivano organizzate gare improvvisate di slitte e bob, venne realizzata per gli ospiti del Grandhotel Praga tra il 1905 e il 1908 una delle piste più lunghe e moderne d'Europa, lunga circa quattro chilometri e dotata di un impianto di risalita motorizzato per slitte e bob.
Negli anni 1930 i bobbisti cecoslovacchi raggiunsero importanti risultati. Ai Campionati mondiali di bob 1933 a Schreiberhau la coppia Brüme-Heinzel vinse la medaglia d'argento. Il rusultato venne ripetuto ai Campionati mondiali di bob 1935 sulla pista austriaca di Igls, dove Josef Lanzendörfer e Karel Růžička vinsero la medaglia d'argento. In seguito, otto bobbisti cecoslovacchi debuttarono ai Giochi olimpici invernali di Garmisch-Partenkirchen 1936.
Dopo la seconda guerra mondiale, tutte queste piste furono ripristinate e se ne aggiunsero altre. I club di bob furono ricostituiti ad Aš, Mariánské Lázně, Teplice, Tatranská Lomnica, Sokolov e Trnava u Teplic, organizzati sotto l'Associazione sciistica. La squadra partecipò ai Campionati mondiali di bob 1947 con equipaggi autofinanziati di Mariánské Lázně e Teplice. Alle Olimpiadi di Sankt Moritz 1948 gli equipaggi cecoslovacchi del bob a due e a quattro si aggiudicarono entrambi il 14º posto. L'enorme interesse per il bob fece nascere i campionati di bob cecoslovacchi, il primo dei quali si tenne nel 1951 a Dubí, sui Monti Metalliferi. Nello stesso anno si costituì anche un comitato per il bob e lo slittino all'interno della Federazione sciistica e un ulteriore sviluppo e intensificazione delle attività si ebbe dopo la formazione della Sezione centrale di bob e slittino del Comitato statale per l'educazione fisica e lo sport, avvenuta nel 1955, anno in cui vennero organizzate gare di bob durante le Spartachiadi cecoslovacche. Dopo l'unificazione dell'educazione fisica, i bob furono organizzati dalle rispettive unità di educazione fisica. Tuttavia, il bob e lo skeleton erano considerati uno sport borghese per ricchi, non in linea con l'ideale di atleta socialista: per tale motivo le discipline erano relegate nel quarto gruppo delle categorie sportive, quelle che non ricevevano sovvenzioni statali, mentre la pubblicità era praticamente vietata. Gareggiavano pochi appassionati che, senza un allenamento sistematico, partecipavano sempre a diverse gare all'estero ogni anno. Ai Giochi di Innsbruck 1976, Jiří Paulát e Václav Sůva si classificarono al 17º posto nella gara di bob doppio.
Dopo la caduta del comunismo, il 10 maggio 1990 fu fondata l'Associazione ceca indipendente di bob e skeleton, aprendo agli atleti nuove opportunità che portarono al miglioramento delle prestazioni dei bobbisti cechi. Prima della separazione tra Cechia e Slovacchia, la squadra ancora unita riuscì a partecipare alle Olimpiadi di Albertville 1992 giungendo al 25º e 31º posto nel bob a due e al 21º posto con il bob a quattro.

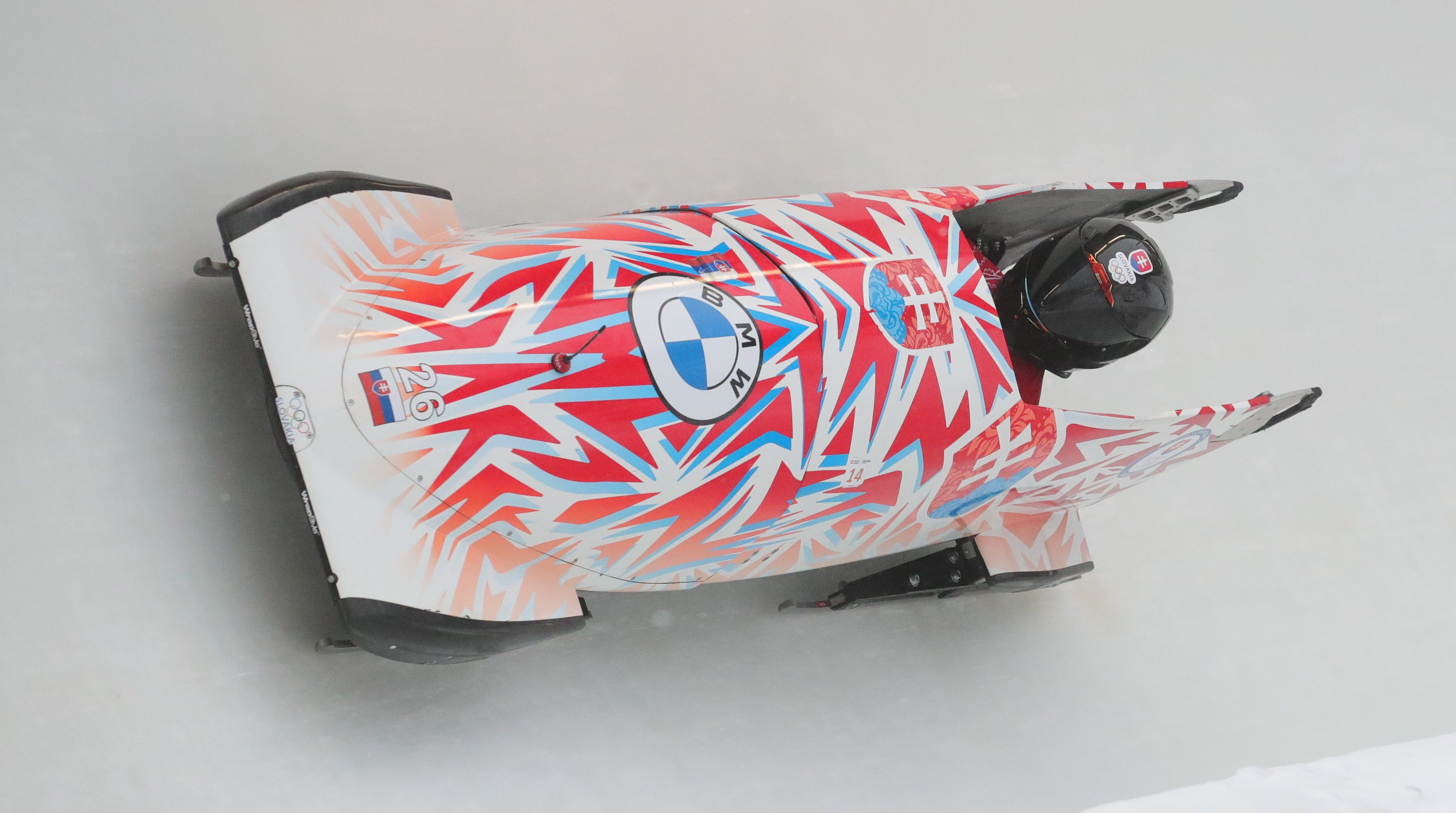
Viktória Čerňanská con il monobob nel 2023

La squadra della Slovacchia debuttò alle Olimpiadi di Salt Lake City 2002, dove vi fu il primo derby tra i bobbisti cechi e slovacchi: Milan Jagnešák insieme a Róbert Kresťanek portarono il loro bob doppio al traguardo dopo quattro corse occupando il 30º posto finale nella classifica generale; il quartetto slovacco con l'equipaggio composto da Milan Jagnešák, Braňo Prieložný, Marián Vanderka e Róbert Kreťanko ha concluso al 24º posto assoluto.
Nel 2019 venne aperta un'inchiesta quando si scoprì che circa la metà degli iscritti alla Federazione di bob slovacca erano in realtà 48 vigili del fuoco di Piešťany e Hlohovac, ignari di essere stati registrati fin dal 2016, portando all'incriminazione per frode per aver ricevuto 228.000 euro di finanziamenti statali riservati alle federazioni con almeno 100 praticanti attivi.

## Partecipazione ai giochi olimpici invernali

### Bob a quattro uomini
| Anno | Città          | classifica | Composizione                                                       |
| ---- | -------------- | ---------- | ------------------------------------------------------------------ |
| 2002 | Salt Lake City | 24°        | Milan Jagnešák, Braňo Prieložný, Marián Vanderka, Róbert Kresťanko |
| 2006 | Torino         | 20°        | Milan Jagnešák, Viktor Rájek, Andrej Benda, Róbert Kresťanko       |
| 2010 | Vancouver      | DNF        | Milan Jagnešák, Marcel Lopuchovský, Petr Narovec, Martin Tešovič   |
| 2014 | Soči           | 23°        | Milan Jagnešák, Petr Narovec, Lukáš Kožienka, Juraj Mokráš         |

### Bob a due uomini
| Anno | Città          | classifica | Composizione                     |
| ---- | -------------- | ---------- | -------------------------------- |
| 2002 | Salt Lake City | 30°        | Milan Jagnešák, Róbert Kresťanko |
| 2006 | Torino         | 25°        | Milan Jagnešák, Viktor Rájek     |
| 2010 | Vancouver      | 20°        | Milan Jagnešák, Petr Narovec     |

### Monobob femminile

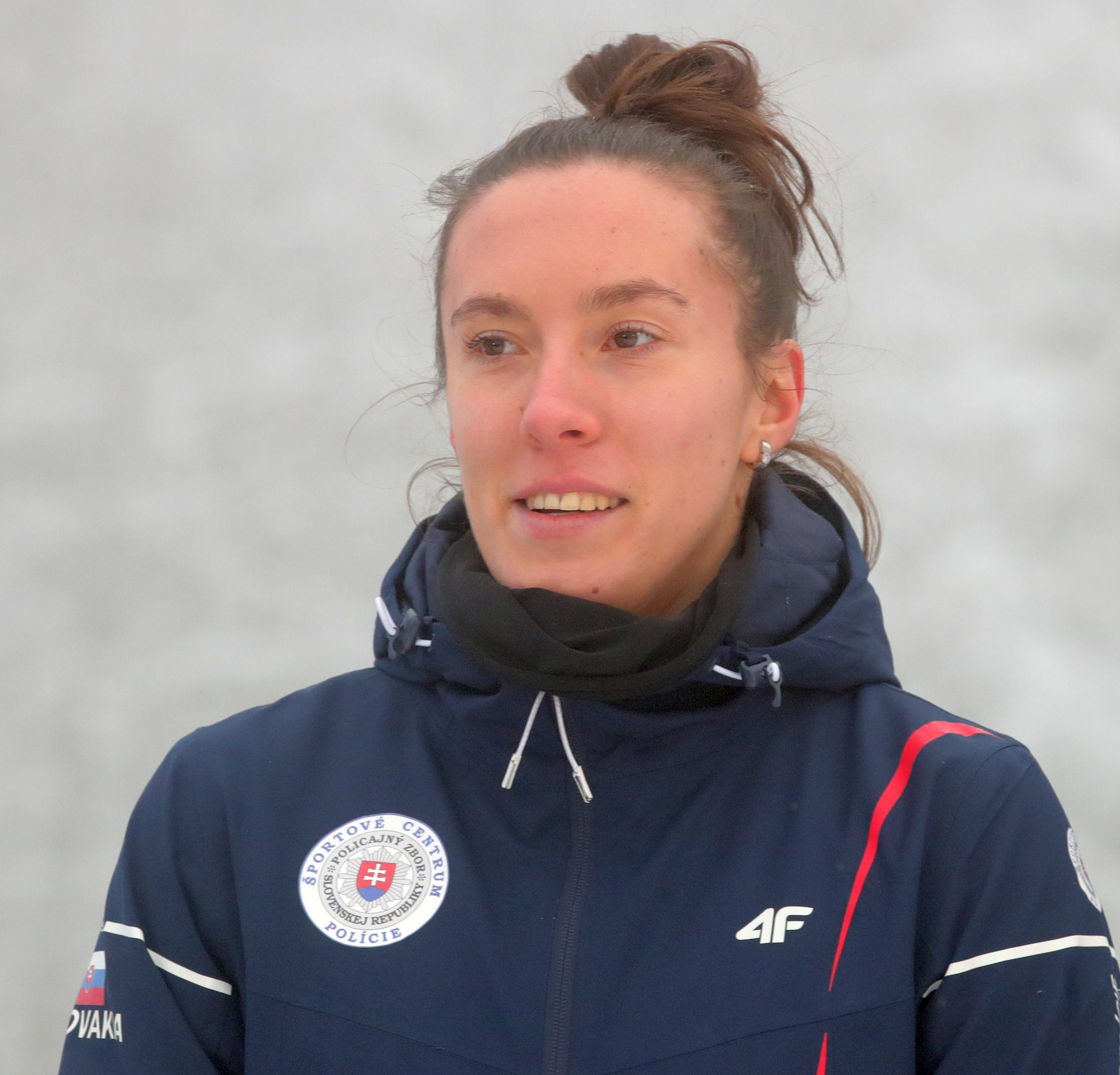
Viktória Čerňanská

| Anno | Città   | classifica | Composizione       |
| ---- | ------- | ---------- | ------------------ |
| 2022 | Pechino | 17°        | Viktoria Čerňanská |